# Le Prince Roman
Le Prince Roman est une nouvelle de Joseph Conrad publiée en 1911.

## Historique
Le Prince Roman paraît en 1911 dans The Oxford and Cambridge Review, puis en 1925 dans le recueil de nouvelles  Tales of Hearsay (traduit en français par Derniers Contes).
Pour cette nouvelle, Conrad s'inspire des Mémoires de son oncle T. Brobrowski relatant en partie la vie du Prince Roman Sangusko (1800-1881).

## Résumé
En séjour chez son oncle, un enfant de huit ans rencontre le Prince Roman, bien différent des princes des contes de fées...

## Éditions en anglais
- Prince Roman, dans The Oxford and Cambridge Review[2]en octobre 1911.
- The Aristocrat, dans le Metropolitan Magazine en janvier 1912.
- Prince Roman, dans le recueil de nouvelles Tales of Hearsay, chez l'éditeur T. Fisher Unwin à Londres, en 1925.

## Traduction en français
- Le Prince Roman (trad. G. Jean-Aubry révisée par Sylvère Monod), dans Conrad (dir. Sylvère Monod), Œuvres  – IV, Gallimard, Bibliothèque de la Pléiade (1989)